# Martine Bras
Martine Bras (Schoonrewoerd, 17 mei 1978) is een Nederlands voormalig wielrenster. Ze was actief tussen 1998 en 2013 en reed voor ploegen als Lotto-Belisol Ladiesteam en Boels Dolmans Cycling Team. Ze won onder meer etappes in de Holland Ladies Tour en de Tour de Limousin.

## Loopbaan
Bras begon met wielrennen op 9-jarige leeftijd bij de wielerclub Jan van Riebeeck. Op 10-jarige leeftijd werd ze Nederlands kampioen bij de jeugd in Categorie 3. Als tweedejaars Juniore werd Bras 2e op het NK en 6e op het WK in Slovenië.
Tijdens haar eerste periode bij de elitedames reed Bras voor verschillende profploegen waaronder The Greenery en Ondernemers van Nature. In 2001 werd Bras derde op het Nederlands kampioenschap wielrennen in Nijmegen. Een jaar later werd Bras ziek, waardoor ze in 2003 tijdelijk moest stoppen met koersen.
Comeback
In 2006 maakte Bras haar comeback bij de clubploeg De Moving Ladies, waarna ze in 2007 weer ging rijden voor een UCI-ploeg: Lotto-Belisol Ladiesteam. Ze won dat jaar onder andere de GP Stad Roeselare en de 5de etappe van de Holland Ladies Tour. Op de Wereldkampioenschappen wielrennen in Mendrisio en Kopenhagen hielp ze Marianne Vos beide keren aan een zilveren medaille; in 2009 haalde ze zelf de finish niet en in 2011 werd ze 74e in de uitslag. De laatste drie jaren van haar carrière (2011 t/m 2013) fietste ze voor Boels Dolmans Cycling Team. In maart 2012 kwam ze tijdens training zwaar ten val. Ze liep hierbij een hersenkneuzing op en moest een tijd revalideren. Helaas kwam ze door de schade niet meer op niveau en besloot ze in 2013 een punt te zetten achter haar carrière.

## Palmares
2003
- Nederlands kampioenschap wielrennen

2007
- GP Stad Roeselare
- 5e etappe Holland Ladies Tour

2008
- 3e in 7e etappe Tour de l'Aude

2009
- 2e in 1e etappe Tour de l'Aude
- 2e in 5e etappe en 3e in 1e etappe Tour du Grand Montréal
- 3e in 3e en 4e etappe Tour de Pei

2010
- 2e etappe Holland Ladies Tour
- 2e in Trofeo Alfredo Binda
- 3e in 2e etappe Ronde van Qatar
- 3e in 2e etappe Rabo Ster Zeeuwsche Eilanden

2011
- Halle-Buizingen
- 3e etappe Tour de Limousin
- 3e in Trofeo Costa Etrusca
- 3e in 1e etappe Giro del Trentino Alto Adige-Südtirol
- 3e in Dwars door de Westhoek

2012
- 3e in 3e etappe Thüringen Rundfahrt

2013
- 2e in Dwars door de Westhoek